# Stevie Ray Vaughan
Stephen (Stevie) Ray Vaughan (Dallas, Texas, 3 d'octubre de 1954 - East Troy, Wisconsin, 27 d'agost de 1990), va ser un guitarrista de blues americà. L'atracció que genera el seu talent el va fer un dels guitarristes de blues elèctric més importants del món. El 2003 la revista Rolling Stone va situar Stevie Ray Vaughan el 7è de la seva llista dels 100 millors guitarristes de tots els temps. Era el germà petit de Jimmie Vaughan.

## Biografia

### Inicis
Vaughan va néixer a Dallas, Texas i va créixer al barri d'Oak Cliff de la mateixa ciutat. De gran va reconèixer haver estat víctima de la violència del seu pare. Els seus pares no tenien cap talent musical significatiu, però eren aficionats fervents a la música. Portaven Vaughan i al seu germà gran Jimmie a concerts a veure Fats Domino, Jimmy Reed i Bob Wills.
Encara que Vaughan primer volia tocar la bateria, Michael Quinn li va donar una guitarra quan tenia vuit anys. Jimmie Vaughan li va donar les primeres lliçons de guitarra. Vaughan va dir a Guitar Magazine: «Mon germà Jimmie fou de fet una de les influències més grans en la meva forma de tocar. Ell fou la raó de per què vaig començar a tocar, veient-lo a ell i veient el que es podia fer». Després el seu germà li va ensenyar uns quants acords simples. Vaughan va aprendre a tocar la guitarra pel seu compte. Tocava completament d'oïda i mai va aprendre a llegir notació musical. Quan tenia 13 anys tocava a locals on es va trobar amb molts dels seus ídols del blues. Uns quants anys més tard va deixar l'Institut F. Kimball i se'n va anar a Austin a fer carrera musical. El talent de Vaughan va atrapar l'atenció guitarrista Johnny Winter, i de Clifford Antone, amo d'un club de blues.

### Influències musicals i estil
L'estil de Vaughan va ser molt influenciat per molts guitarristes de blues. Al capdavant de tots hi havia Albert King, que s'anomenava a ell mateix el padrí de bateig de l'Stevie, Otis Rush, Buddy Guy i Jimi Hendrix. La cançó Rude Mood és una influència directa (segons el mateix SRV) d'una cançó de Sam Lightning (Llampec) Hopkins anomenada Lightning Sky Hop. També estava molt influenciat per Lonnie Mack. Stevie Ray Vaughan, que tenia Mack com un ídol des de nen, va produir el 1984 l'àlbum Strike Like Lightning de retorn d'en Mack a l'escena, que fou molt celebrat pel públic i va tenir èxit comercial. Vaughan és reconegut pel so distintiu de la seva guitarra, que es basa en part en fer servir cordes gruixudes (qualsevol de 13 a 16 -mesures nord-americanes-) que afinava mig to més greu.
El so i l'estil de tocar de Vaughan, que sovint incorporava parts en què feia de guitarra rítmica i solista alhora, va fer sorgir moltes comparacions amb Hendrix; Vaughan va fer diverses versions de cançons de Hendrix en els seus àlbums d'estudi i en actuacions, com Little Wing, Voodoo Child (Slight Return) -aquesta és la versió que surt a la pel·lícula Black Hawk abatut - i Third Stone from the Sun. També estava molt influenciat per Freddie King, un altre bluesman de Texas, principalment per l'ús del to i la forma d'atacar; el vibrato potent de King es pot sentir en l'estil de Vaughan. Una altra influència estilística fou Albert Collins. Feia servir el dit índex com a púa a l'estil Albert Collins i així podia obtenir variacions de to dels seus amplificadors.
Vaughan preferia utilitzar les capacitats de to directes dels seus amplificadors de guitarra. Els efectes que usava als anys vuitanta incloïen l'Ibanez Tube Screamer, un pedal de veu wah-wah, i un selector de loop MXR. També va ser ben conegut per fer servir l'altaveu Fender Vibratone. Se'n va comprar un el gener de 1984 i en va fer servir 3 d'aquests durant la seva carrera fins a la seva mort. Malgrat els rumors, Vaughan mai va fer servir un altaveu Leslie en la seva carrera. També tenia un/una stompbox chorus Boss DC-2 Dimension per a aconseguir un efecte coral brillant i melòdic. També usava el volum fort per a aconseguir efectes dinàmics i estimulants del rendiment saturat natural dels seus amplificadors.

### Les guitarres de Vaughan i el seu equip musical
Les principals guitarres de Stevie Ray Vaughan eren Fender Stratocaster. La més coneguda era una del 1962, cremada pel sol, amb un màstil de fullola de palissandre brasiler […] En aquesta guitarra en particular, s'hi va fer instal·lar una palanca de vibrato d'esquerrà. […] segurament degut a la influència de Jimi Hendrix en la seva forma de tocar. Aquesta guitarra era coneguda com a Número 1. Tenia un màstil gruixut en forma de D que era perfecte per les seves mans grans i dits grossos. Tenia un to com un grunyit fort i profund que la feia immediatament recognoscible. […] Encara que la Número 1 va fer servir peces de recanvi de Fender Stratocaster, les úniques peces de la guitarra original que quedaven el 1990 eren el cos i els pickups (pastilles electromagnètiques). Al llarg dels anys, Vaughan i Rene Martinez, el seu tècnic instrumental, van canviar el pickguard (golpejador), la palanca de vibrato i el màstil. La guitarra va ser curosament examinada pels treballadors de la botiga Fender Custom per fer-ne una tirada de 100 còpies el 2004. Les pastilles de la guitarra pertanyien a una remesa feta a Fender el 1959 que havien estat més bobinades del compte per error, i això produïa el so característic de la Número 1.

## Discografia

### Una cita de Stevie Ray Vaughan
«Ja que no sé llegir música i tot això, trobo que vaig pel bon camí quan tan sols escolto cap on provo d'anar amb allò, i cap on pot anar, i no provar de donar-hi presses, ni provar de confeccionar res mentre hi vaig, només deixar que les coses surtin enfora. Llavors estic molt millor. Si començo a estar pendent de l'acord que estic tocant, de si aquesta és la manera correcta de fer això o allò, llavors acabo pensant només en allò en comptes de tocar des del cor, és a dir toco des del cap, i allí és on trobo que tinc problemes. Si hi vaig només amb el que tinc al cor i deixo que surti, llavors vaig bé».

### Àlbums d'estudi
- Texas Flood (1983)
- Couldn't Stand the Weather (1984)
- Soul to Soul (1985)
- In Step (1989)
- Family Style, amb Jimmie Vaughan com The Vaughan Brothers (1990)
- In Session, amb Albert King (1999)

### Àlbums en viu
- Live Alive (1986)
- In the Beginning (1992)
- Live at Carnegie Hall (1997)
- Live At Montreux (1982 i 1985)
- Live in Tokyo (2006)

### Recopilatoris
- October 3, 1954 – August 27, 1990 (1990)
- The Sky Is Crying (1991)
- Greatest Hits (1995)
- The Real Deal: Greatest Hits Volume 2 (1999)
- Blues at Sunrise (2000)
- SRV (2000)
- The Essential Stevie Ray Vaughan and Double Trouble (2002)
- Martin Scorsese Presents the Blues – Stevie Ray Vaughan (2003)
- The Real Deal: Greatest Hits Volume 1 (2006)
- Solos, Sessions and Encores (2007)
- Couldn't Stand the Weather - Legacy Edition (2010)

## Llegat
Vaughan al llarg de la seva carrera va reviure el blues rock i va obrir el camí per a molts altres artistes. El treball de Vaughan continua influint en nombrosos artistes de blues, rock i alternatius, com John Mayer, Kenny Wayne Shepherd, Mike McCready, Albert Cummings, Los Lonely Boys i Chris Duarte entre d'altres. Stephen Thomas Erlewine, d'AllMusic, va descriure Vaughan com «la llum principal del blues americà» que va desenvolupar «un estil únic i eclèctic que sonava com cap altre guitarrista, independentment del gènere». El 1983, la revista Variety va anomenar a Vaughan l'heroi de la guitarra de l'època actual.
En els mesos posteriors a la seva mort, Vaughan va vendre més de 5,5 milions d'àlbums als Estats Units. El 25 de setembre de 1990, Epic va llançar Family Style, un LP que van gravar els germans Vaughan als Ardent Studios de Memphis, Tennessee. El segell va llançar uns quants senzills i vídeos promocionals per a l'esforç col·laboratiu. El novembre de 1990, CMV Enterprises va llançar Pride and Joy, una col·lecció de vuit vídeos musicals de Double Trouble. Sony va signar un acord amb la propietat de Vaughan per obtenir el control del seu catàleg posterior, així com el permís per publicar àlbums amb material inèdit i noves col·leccions de treballs publicats. El 29 d'octubre de 1991, The Sky Is Crying va ser llançat com el primer àlbum pòstum de Vaughan amb Double Trouble, i va incloure enregistraments d'estudi de 1984 a 1985. Des de la seva mort també s'han publicat altres recopilacions, àlbums en directe i pel·lícules.
Vaughan va guanyar cinc premis WC Handy i va ser inclòs pòstumament al Blues Hall of Fame l'any 2000. El 1985, va ser nomenat almirall honorari de la Marina de Texas. Vaughan va tenir un únic èxit número u a la llista Hot Mainstream Rock Tracks per a la cançó Crossfire. Les seves vendes d'àlbums als Estats Units superen els 15 milions d'unitats. Family Style, publicat poc després de la seva mort, va guanyar el premi Grammy de 1991 al millor àlbum de blues contemporani i es va convertir en el seu àlbum d'estudi més venut, no de Double Trouble, amb més d'un milió d'enviaments als EUA  El 2003, Rolling Stone el va classificar setè entre els 100 millors guitarristes de tots els temps, amb una actualització de 2023 que el va situar en el lloc 20è. També va ser elegible per al Saló de la Fama del Rock and Roll el 2008, però no va aparèixer en una llista de nominacions fins al 2014. Va ser inclòs a la RRHOF al costat de Double Trouble el 2015.  La revista Guitar World el va classificar com el número u de la seva llista dels millors guitarristes de blues.
El 1994, la ciutat d'Austin, Texas, va erigir el Memorial Stevie Ray Vaughan a la ruta de senderisme al costat del llac Lady Bird.